# Semën Kotko
Semën Kotko (in russo Семён Котко) op. 81 è un'opera lirica in cinque atti di Sergej Sergeevič Prokof'ev scritta nel 1939; il libretto è tratto dal romanzo Io, figlio del popolo lavoratore di Valentin Petrovič Kataev.

## Storia
All'inizio del 1939 il regista Mejerchol'd era stato nominato direttore dell'Opera di Stato Stanislavskij e aveva deciso di commissionare quattro opere liriche ad altrettanti musicisti; Prokof'ev ebbe l'incarico per realizzarne una. Il musicista, che dopo il successo dell'Aleksandr Nevskij aveva deciso di scrivere solo opere per esaltare il popolo russo, iniziò a comporre un lavoro tratto da un romanzo di Valentin Kataev, Io, figlio del popolo lavoratore. Prokof'ev all'inizio di aprile fece ascoltare i due atti che aveva già scritto a Mejerchold, all'amico Mjaskovskij e allo stesso Kataev che si era occupato della stesura del libretto.
Kataev aveva tratto dal suo romanzo un'opera teatrale, Un soldato torna dal fronte, e sperava inizialmente che si potesse realizzare una commedia popolare con canzoni e danze. Prokof'ev però non aveva interesse a scrivere una composizione del genere e, dopo un'aspra discussione con Kataev, indirizzò il suo lavoro verso una vera opera lirica in cui la trama politica venne ridimensionata con l'introduzione di una vicenda amorosa e cambiò anche il titolo in Semën Kotko.
Il musicista terminò velocemente l'opera nella stesura per voce e pianoforte, ma per la successiva rappresentazione sorsero seri problemi. Semën Kotko nella sua trama presentava i tedeschi come violenti e feroci invasori essendo l'opera ambientata in Ucraina durante la guerra civile del 1918. Nell'agosto del 1939 era stato firmato un patto russo-tedesco che sanciva relazioni amichevoli fra i due stati. La polizia sovietica, per non incorrere in una crisi diplomatica, aveva già proibito al Teatro Stanislavskij di effettuare le prove dell'opera. Mejerchold si era opposto decisamente e il 20 giugno era stato arrestato; fu accusato di crimini antisovietici e per alcuni mesi non se ne seppe più nulla. Dopo parecchio tempo si venne a conoscenza che era stato torturato e fucilato il 2 febbraio 1940; anche la moglie, Zinaida Reich, venne sottoposta a torture e uccisa a coltellate.
La produzione dell'opera era così caduta nel pericolo di venire annullata. Il teatro impose un'attrice, Serafina Birman, per rimpiazzare Mejerchold. Prokof'ev lavorò con lei alla realizzazione anche se i risultati non lo convincevano; infatti il riavvicinamento sovietico a Hitler obbligò Molotov a intervenire e il libretto venne modificato. Andrej Vyšinskij, uomo di fiducia di Stalin, impose, dopo aver assistito a una prova dell'opera, di sostituire i tedeschi con i controrivoluzionari, ovvero i "russi bianchi".
La prima rappresentazione di Semën Kotko ebbe luogo il 23 giugno 1940 al teatro Stanislavskij con la direzione orchestrale di Mikhail Zukhov e scatenò numerose polemiche. Prokof'ev venne accusato di mistificare la realtà e di esser tornato a un atteggiamento "modernista"; l'opera venne definita priva di melodia e troppo declamatoria. Per contro Sviatoslav Richter raccontò che quando ascoltò per la prima volta Semën Kotko capì subito che Prokof'ev era un grande compositore.
Dal 1941 l'opera venne ritirata dal repertorio dei teatri sovietici. Ritornò definitivamente nelle rappresentazioni prima nel 1960 al Teatro Kirov e dal 1970 al Teatro Bol'šoj. Oggi è spesso riproposta al Teatro Marinskij di San Pietroburgo diretta da Valerij Gergiev.

## Trama
Ucraina, 1918
Semën Kotko, contadino che ha combattuto nell'esercito, ritorna al suo villaggio; dopo aver visto la madre, scopre che i suoi terreni sono stati devastati. Si reca allora alla riunione del Piano quinquennale dove Remeniuk, presidente del Soviet, gli viene in aiuto assegnandogli un appezzamento di terreno e del bestiame. Semën è innamorato di Sofya che spera di poter sposare; la ragazza però è figlia di Tkatchenko, ricco proprietario terriero ostile sia a Semën sia al nuovo regime che egli ostacola complottando con i tedeschi per contrastare la rivoluzione.
Durante la festa di fidanzamento di Semën e Sofya, Tsarev, giovane marinaio fidanzato con Liubka, suona l'armonica a bocca dando così il via alle danze. Improvvisamente un gruppo di tedeschi invasori irrompe nel villaggio; Tsarov viene ucciso mentre  Semën, con l'amico Mikola, riesce a fuggire e a rifugiarsi nei boschi. Tkatchenko combina un matrimonio tra la figlia e uno dei suoi affiliati. Durante i preparativi delle nozze, Semën si introduce nel villaggio con un gruppo di partigiani, ma viene arrestato mentre i tedeschi fucilano i contadini e incendiano le loro case. Il giovane viene infine salvato dai suoi compagni, il collaborazionista Tkatchenko arrestato e i tedeschi cacciati dall'arrivo dell'Armata Rossa.

## Organico orchestrale
Ottavino, due flauti, due oboi, corno inglese, due clarinetti, clarinetto basso, due fagotti, controfagotto, quattro corni, tre trombe, tre tromboni, basso tuba, timpani, triangolo, woodblock, tamburo, tamburo piccolo, grancassa, piatti, tam-tam, arpa, archi.

## Considerazioni e analisi
Semën Kotko è una delle due uniche opere di argomento sovietico scritte da Prokof'ev, l'altra è La storia di un vero uomo del 1948.
Quando Mejerchold gli chiese di affidargli la rappresentazione di Semën Kotko, Prokof'ev, acconsentendo, dimostrò certamente del coraggio vista la situazione politicamente compromessa del regista. Probabilmente il musicista si salvò da veti e inquisizioni più severe in parte per la sua fama internazionale, ma anche grazie al Blat del patronato degli artisti che lo sostenne. Prokof'ev, a causa del suo carattere fiero, consapevole del proprio valore, persino arrogante in certe situazioni, mal sopportava con il suo spirito indipendente qualsiasi paletto messo alle sue opere. Tuttavia, per salvare la sua musica, ha dovuto in particolari occasioni, sottostare a forzati adattamenti. Per sviare i sospetti dei censori di regime, scrisse per omaggiare Stalin, nel dicembre del 1939 una cantata su temi popolari, Augurio, che è una breve composizione chiaramente adulatoria.
Anche se la critica ufficiale fu dura nei suoi giudizi su Semën Kotko, sottovalutando il valore musicale della composizione, l'opera è in realtà un lavoro dalla partitura vivace, con una strumentazione estremamente accurata e con un'azione scenica rapida e avvincente. La drammaticità dell'insieme compositivo è sottolineata da un grande dinamismo e dalla presenza costante dell'ostinato. Prokof'ev aveva fatto tesoro dell'esperienza lavorativa per il cinema e non voleva creare un'opera in cui l'azione rallentasse e perdesse di interesse, per cui anche quando l'aria scritta per un personaggio era di durata notevole, la drammaticità della musica non consentiva all'ascoltatore di distrarsi.
Prok'f'ev aveva sempre dato grande importanza all'elemento melodico e per questo motivo curò con attenzione in tal senso il profilo dei personaggi, sottolineandone il carattere con melodie personalizzate, sulla falsariga del leitmotiv. L'elemento che poteva essere meno interessante, il recitativo, venne modificato dal musicista in "recitativo melodico" in modo che avesse così modalità di lieve impatto nel passaggio dalla melodia al recitativo stesso.

## Suite orchestrale
Nel 1941 Prokof'ev realizzò una suite per orchestra, op. 81a, in otto movimenti, tratta da Semën Kotko, della durata di circa 35 minuti.
1. Introduzione, Andante
2. Semën e sua madre, Moderato
3. Il fidanzamento, Moderato
4. La notte, Adagio
5. L'esecuzione, Allegro moderato
6. L'incendio del villaggio, Andante. Moderato
7. Funerale, Andante
8. I nostri sono arrivati, Vivace